# Higashi-Kantō-Autobahn
Die Higashi-Kantō-Autobahn (jap. 東関東自動車道, Higashi Kantō Jidōshadō; dt. „Ost-Kantō-Autobahn“) ist eine Autobahn in Japan. Sie durchquert die Präfektur Chiba im Osten der japanischen Hauptinsel Honshū von Ichikawa bis Katori und endet nach wenigen Kilometern in der Präfektur Ibaraki am Itako Interchange (Itako Intāchenji) in Itako. Seit 2017 trägt sie die Nummer E51. Die 74,5 km lange Autobahn wird von der ostjapanischen Autobahnbetreibergesellschaft Higashi-Nihon Kōsokudōro K.K. (engl. East Nippon Expressway Co., Ltd., NEXCO) betrieben und ist als „Nationale Hauptstrecke“ (Kokkandō, kurz für 国土開発幹線自動車道, kokudo kaihatsu kansen jidōshadō) klassifiziert.

## Straßenbeschreibung
Auf der Höhe des Edogawa River an der Bayshore Route von Yokohama und Tokio beginnt der Higashi-Kanto Expressway und hat hier 2 × 3 Fahrspuren. Er führt durch die nördlichen Häfen der Tokyo Bay an der Stadt Funabashi mit 582.000 Einwohnern. Die Autobahn verläuft  Parallel zur Keiyo Road, die etwas nördlich verläuft. Man erreicht die Stadt Chiba, eine der größten Vororte von Tokyo mit ca. 930.000 Einwohnern. Die Autobahn dreht sich dann nach Nordosten ab und überquert die Keiyo Road an der Kreuzung Miyanogi. Die Keiyo Road führt auch von Tokio nach Chiba und geht dann nach Süden weiter. Der Higashi-Kanto Expressway geht weiter ins Landesinneren weg von Chiba. Die Autobahn hat noch 2 × 3 Fahrspuren und führt durch die typischen japanischen Vororte mit Einfamilienhäusern. Es kommt dann die Stadt Sakura, wo eine typisch holländischen Windmühle steht. In der Stadt Narita gibt die Autobahnverbindung zum Narita International Airport, den wichtigsten internationalen Flughafen von Tokio. Nach der Flughafen-Autobahn verengt sich die Straße auf 2 × 2 Fahrstreifen. Man ist hier bereits 50 Kilometer von der Innenstadt von Tokio entfernt. Dieses Gebiet ist hügelig mit einigen Wäldern. Dann überquert den Fluss Tone den zweiten Fluss von Japan. Kurz vor der Stadt Kashima endet die Autobahn als Itako.

## Geschichte
Das erste Teilstück der Higashi-Kantō-Autobahn zwischen Miyano (in Chiba, Chiba) und Tomisato wurde 1971 als Shin-Kūkō-Autobahn („Neuer-Flughafen-Autobahn“) eröffnet. Ein Jahr später folgte die Verlängerung bis zum Narita Interchange. Nach der Fertigstellung des Neuen Internationalen Flughafens Tokio 1978 wurde sie 1979 in Higashi-Kantō-Autobahn umbenannt; nur der 1978 fertiggestellte Anschluss vom Narita Interchange zum Flughafen heißt weiterhin Shin-Kūkō-Autobahn. 1982 wurde das Teilstück von Ichikawa bis Miyano eröffnet. 1985 und 1986 folgten im Osten Verlängerungen bis Taiei (Narita, Chiba) und Sawara Katori (Katori, Chiba). Der Abschnitt nach Itako wurde schließlich 1987 eröffnet.

## Eröffnungsdaten der Autobahn
| von            | nach          | Länge | Datum      |
| -------------- | ------------- | ----- | ---------- |
| Miyanogi       | Tomisato      | 23 km | 27.10.1971 |
| Tomisato       | Narita        | 5 km  | 19.08.1972 |
| Koya           | Miyanogi      | 17 km | 27.04.1982 |
| Narita         | Taiei         | 11 km | 27.02.1985 |
| Taiei          | Sawara Katori | 9 km  | 28.03.1986 |
| Sawara Katori  | Itako         | 9 km  | 20.11.1987 |
| Ibaraki-minami | Ibaraki       | 9 km  | 06.03.2010 |

## Verlauf
- Präfektur Chiba
  - Ichikawa – Funabashi – Narashino – Chiba – Yotsukaidō – Sakura – Tomisato – Narita – Katori
- Präfektur Ibaraki
  - Itako

## Zukunft
Das Teilstück zwischen Kashima und Ibaraki soll bis zum Jahr 2015[veraltet] eröffnet werden.

## Verkehrsaufkommen
Der Teil bei Funabashi ist der verkehrsreichste mit 106.700 Fahrzeugen pro Tag. Bis zum Ende der Autobahn bei Itako sind es noch 10.600 Fahrzeuge pro Tag.

## Ausbau der Fahrbahnen
| von     | nach    | Länge | Fahrspuren |
| ------- | ------- | ----- | ---------- |
| Kōya    | Narita  | 45 km | 2 × 3      |
| Narita  | Itako   | 30 km | 2 × 2      |
| Ibaraki | Ibaraki | 9 km  | 2 × 2      |